# 林勇蔵
林 勇蔵（はやし ゆうぞう、文化10年7月16日（1813年8月11日） - 明治32年（1899年）9月24日）は幕末明治期の長州藩/山口県の豪農。

## 生涯
文化10年（1813年）7月16日、周防国吉敷郡矢原村（現山口市）に生まれ、13歳で同郡上中郷（現山口市小郡町）の林家の養子となる。林家は、延宝7年（1679年）に四代・文左衛門が初めて上郷村庄屋役を勤めたのを契機に、以後代々庄屋役および小郡宰判大庄屋役などを歴任して幕末に至った。勇蔵は林家第十代当主にあたり、天保12年（1841年）上中郷庄屋、安政2年（1855年）小郡宰判大庄屋となった。
元治元年（1864年）12月15日、高杉晋作らが功山寺で挙兵すると、勇蔵はこれを金銭的に支援する。このため勤王大庄屋と呼ばれる。
明治6年（1873年）より、新政府は増税を目的とした地租改正を実施するが、山口県ではそれに先立ち、明治5年より調査を開始した。勇蔵はこの調査の主導的立場にあったが、調査は独自の方法によって実施されており、このため政府は再調査を実施した。勇蔵は大蔵省の再調査にも毅然とした態度で臨み、結果として勇蔵の調査の厳密さが証明された。明治7年（1874年）2月、全国に先駆けて山口県の地租改正は認可されている。その後、勇蔵は地租米を集荷する防長協同会社の副頭取、頭取を務めている。
また、暴れ川だった椹野川の改修のため、勇蔵は明治6年と11年の2回にわたり県知事に改修を申請し、工事費のうち半分を国と県の補助、残り半分を関係の十村で負担するという条件を引き出している。工事は明治17年（1884年）に始まり、明治29年（1896年）6月に完成している。
明治32年（1899年）9月24日没。45年間に渡る業務日誌である「林勇蔵日記」を残している。「林勇蔵日記」を含む関係資料は、子孫により山口大学へ寄贈され、林家文書として山口大学総合図書館が所蔵している。同館が所蔵している林家文書の目録は、「山口大学図書館所蔵近世・近代庶民資料データベース」としてインターネット上で公開されている（ http://rar.lib.yamaguchi-u.ac.jp/ar/Index.e ）。また、山口市小郡文化資料館で、「林勇蔵日記」の復刻版が入手可能である。
親戚筋に矢原村の大庄屋である吉富簡一がおり、林勇蔵は吉富簡一に尊王攘夷思想を与えている。吉富も高杉晋作らに金銭援助するばかりではなく、自ら鴻城軍を組織して総帥に井上馨を担ぎ功山寺挙兵に参加、明治維新後は長州閥の大立者となっている。